# Теодора Палеолог Синадина
Теодора Палеолог, удато Синадин, била је византијска племкиња, братаница цара Михаила VIII Палеолога и сестра бугарске царице Смилцине Палеологине. Теодора Палеологина Синадина је око 1295 – 1300. године, основала у Цариграду манастир посвећен Пресветој Богородици. Сама Теодора је ауторка манастирског статута (типика), који је богато украшен минијатурним портретима људи из њене породице.

## Порекло
Теодора је била ћерка севастократора Константина и Ирине Комнине Ласкарине Вранине. Теодорин отац био је полубрат цара Михаила VIII Палеолога. После преране смрти родитеља, о Теодори, која је још увек била неудата, бринуо се њен стриц Михаило. Одлучио је да своју братаницу уда за члана утицајне цариградске породице Синадин, изабравши јој за мужа великог стратопаедарха Јована Комнина Анђела Дуку Синадина.
Теодора и Јован Дука имају троје деце:
- Еуфросинија Комнина Дукина Палеологина;[4]
- Теодор Синадин;
- Јован Синадин;

Мало пре краја живота Јован Синадин се замонашио и узео име Јоаким. Нешто после његове смрти, између 1310. и 1328. године, Теодора се повукла у Цариградски манастир Пресвете Богородице Сигурне Наде (Βεβαιας Ελπιδος), у коме се замонашила под именом Теодула. Заједно са њом замонашила се и њена ћерка Ефросина. Тачан датум смрти Теодоре Палеологине Синадине није познат, али се претпоставља да се упокојила у манастиру који је она основала.

## Манастир
Из садржаја манастирског статута који је написала Теодора Синадина, може се претпоставити да се њен манастир налазио у округу Хептаскалон, у југоисточном делу града. Између 1327. и 1342. године Теодора је израдила и статуте (типике) манастира у којима су смештени минијатурни портрети њене породице. Повеља Теодоре Синадине одлично је очувана и чува се у Бодлеанској библиотеци.
Године 1392. манастир Теодоре Синадине обновио је још један од његових ктитора - Ксенија Филантропина, што га је спасило од потпуне пропасти. После Ксенијине смрти, манастир је прешао под покровитељство њене ћерке Евгеније Кантакузине Филантропине, у вези са чијом смрћу 1402. године се последњи пут помиње.